# Língua mojave
Mojave ou Mohave; é a língua nativa do povo nativo Mojave que vive ao longo[Rio Colorado]] no noroeste Arizona, sudeste da Califórnia e sudoeste de Nevada. Aproximadamente 70% dos falantes residem no Arizona, enquanto aproximadamente 30% residem na Califórnia. Pertence ao ramo do rio da família de línguas Yuman, juntamente com a língua Quechan e a língua Maricopa.
A língua Mojave está em perigo de extinção desde o início do século XX, quando as crianças Mohave foram tiradas de seus pais para serem criadas em internatos, onde eram proibidas de falar a língua nativa. Eram proibidos de falar, mesmo com os pais, quando ocasionalmente visitavam a casa; enquanto muitos pais não falavam inglês.

## Fonologia
Todas as reivindicações e exemplos nesta seção vêm de Munro (1974), salvo indicação em contrário. A fonologia do Mojave é semelhante ao da língua Maricopa. A diferença é que no século XIXos falantes Mohave mudaram os sons [s] e [ʂ] (similar ao nosso "Ch") para [θ] "thick") e [s], respectivamente.

### Consoantes
|           |             | Bilabial | Alveolar | Retroflex | Palatal | Velar | Velar       | Uvular | Uvular      | Glotal | Glotal |
| plana     | arredondada | Bilabial | Alveolar | Retroflex | Palatal | plana | arredondada | plana  | arredondada |        |        |
| --------- | ----------- | -------- | -------- | --------- | ------- | ----- | ----------- | ------ | ----------- | ------ | ------ |
| Plosiva   | Plosiva     | p        | t        | ʈ         | kʲ      | k     | kʷ          | q      | qʷ          | ʔ      |        |
| Africada  | Africada    |          |          |           | t͡ʃ      |       |             |        |             |        |        |
| Fricativa | surda       | θ        | s        | ʂ         |         |       |             |        |             | h      | hʷ     |
| Fricativa | sonora      | v        | ð        |           |         |       |             |        |             |        |        |
| Nasal     | Nasal       | m        | n        | ɳ         | ɲ       |       |             |        |             |        |        |
| Líquida   | Líquida     |          | l, r     |           | lʲ      |       |             |        |             |        |        |
| Semivogal | Semivogal   |          |          |           | j       |       | w           |        |             |        |        |

As oclusivas pós alveolares /ɳ/ e /ʈ/ só ocorrem em poucas palavras.

### Vogais
Mohave tem cinco qualidade de sons vogais com distinção de extensãoe uma vogal fraca /ə/.
|         | Anterior | Central | Posterior |
| ------- | -------- | ------- | --------- |
| Fechada | i, iː    |         | u, uː     |
| Medial  | e, eː    | ə       | o, oː     |
| Aberta  |          | a, aː   |           |

## Revitalização
A partir de 2012, o Centro de Educação Indiana da “Arizona State University” facilitou oficinas para os alunos e palestrantes na Reserva Indígena de Fort Mojave no noroeste do Arizona, Califórnia e Nevada. Fort Mojave tem cerca de 22 idosos que falam um pouco de Mojave." The project is also bringing elders together with younger people to teach the traditional Mojave "bird songs."
The language preservation work of poet Natalie Diaz on the reservation was featured on the PBS News Hour in March 2012.